# Надзор над масама
Надзор над масама је комплексан надзор читаве популације, или значајног дела исте, како би се пратила та група грађана. Надзор често спроводе локалне и савезне владе или владине организације, као што су НСА и ФБИ, али могу га спроводити и корпорације (било у име влада или на властиту иницијативу). Законитост надзора над масама и које су дозволе потребне да би се он спроводио се разликују у зависности од закона и правосудних система сваке државе појединачно. Он представља карактеристику која је најјаснији показатељ тоталитарних режима. Такође, често се разликује од циљаног надзора .
Често се наводи да је надзор над масама неопходан за борбу против тероризма, спречавање криминала и грађанских немира, заштиту националне безбедности и контролу становништва. Насупрот томе, надзор над масама је подједнако често и мета критике због кршења права на приватност, ограничавања грађанских и политичких права и слобода, као и због чињенице да га поједини правни и уставни системи чине незаконитим. Додатна критика је и то да би појачан надзор над масама могао довести до развоја државе под надзором или електронске полицијске државе у којој су повређене грађанске слободе или у којима се политичко неслагање подрива програмима сличним COINTELPRO-у. Таква држава би се могла назвати тоталитарном државом.
Оправданост практиковања надзора над масама од стране светских влада доведено је у питање 2013. године, након што је Едвард Сноуден објавио податаке глобалног надзора Националне сигурносне агенције (НСА) Сједињених Америчких Држава. Репортаже засноване на документима које је Сноуден доставио разним медијским кућама су покренуле дебату о грађанским слободама и праву на приватност у дигиталном добу. Масовни надзор се сматра глобалним питањем. Ваздухопловна корпорација Сједињених Америчких Држава (Aerospace Corporation) предвиђа и описује догађај у блиској будућности кога назива "Јединство ГЕОИНТ-а" (GEOINT Singularity), који подразумева ситуацију у којој ће се све у сваком тренутку на целој земаљској кугли пратити и анализирати системима вештачке интелигенције.

## По државама
Истраживање које је 2007. године у 47 држава спровела организација Прајваси интернешнал (Privacy International) указало је на то да је дошло до повећања надзора и смањене ефикасности мера намењених заштити приватности у поређењу са претходном годином. Након што су ови фактори размотрени, осам земаља је означено као "друштва под ендемским надзором". Међу њима, Кина, Малезија и Русија су добиле најниже оцене, док након њих, са уједначеним резултатима, следе Сингапур и Велика Британија, а затим, са уједначеним бројем поена, Тајван (Република Кина), Тајланд и Сједињене Америчке Државе. Грчка је била најбоље рангирана и оцењено је да она има "одговарајуће мере заштите против злоупотребе".
Многе државе широм света већ додају на хиљаде надзорних камера у своја урбана, приградска, па чак и рурална подручја. На пример, у септембру 2007. године Америчка унија за грађанске слободе (ACLU) је изјавила да "постоји опасност да пређемо у истинско друштво под надзором, које је у потпуности неусклађено са америчким вредностима", са "потенцијалом за мрачну будућност, где се сваки наш потез, свака наша трансакција и свака наша комуникација снима, скупља и чува у приправности за потребе институција власти, које могу да их прегледају и искористе против нас кад год то пожеле".
Репортери без граница су 12. марта 2013. године објавили Посебни извештај о надзору над Интернетом. У овом извештају се нашла и листа "Државе које су непријатељи Интернета", тј. списак држава чије су владе умешане у активан, репресиван надзор новинара, што доводи до тешких кршења права на слободу информисања и људских права уопште. Пет земаља се нашло на првобитној листи: Бахреин, Кина, Иран, Сирија и Вијетнам.

### Бахреин
Бахреин се налази у групи од пет земаља са листе "Државе које су непријатељи Интернета", коју су у марту 2013. године објавили Репортери без граница, тј. земаља чије су владе умешане у активан, репресиван надзор новинара, што доводи до тешких кршења права на слободу информисања и људских права уопште. У Бахреину је ниво филтрирања и праћења информација на Интернету међу највишим на свету. Краљевска породица је заступљена на свим нивоима управљања Интернетом и на располагању јој стоје софистицирани алати помоћу којих шпијунира своје поданике. Активности неистомишљеника и новинара на Интернету се помно прате, а степен надзора се повећава.

### Кина
Кина је једна од пет земаља са листе "Државе које су непријатељи Интернета", коју су у марту 2013. године објавили Репортери без граница, тј. земаља чије су владе умешане у активан, репресиван надзор новинара, што доводи до тешких кршења права на слободу информисања и људских права уопште. Сви начини приступа Интернету у Кини су власништво државе и Комунистичке партије, или су под њиховом контролом. Многи страни новинари у Кини су рекли да узимају здраво за готово то да се њихови телефони прислушкују и да им се преписка преко електронске поште надзире.
Алати који служе за филтрирање и праћење информација на Интернету се воде под заједничким именом Велики кинески заштитни зид. Поред уобичајених прописа о усмеравању промета унутар мреже (рутирању) који омогућавају блокирање приступа некој ИП адреси или одређеном имену домена, Велики заштитни зид увелико користи и технологију дубоке инспекције пакета (ДПИ) за надгледање и блокирање приступа на основу детекције кључних речи. Велики заштитни зид пружа могућност динамичког блокирања шифрованих веза. Један од главних добављача интернетских услуга у Кини, China Unicom, аутоматски прекида везу при самом покушају преноса шифрованог садржаја.
Систем за надзирање кога је развила Кина није ограничен само на Велики заштитни зид, већ је уграђен и у друштвене мреже, апликације за ћаскање (чет) и интернетску телефонију (ВоИП). Приватне компаније директно одговарају кинеским властима за надзор својих мрежа како би се спречила циркулација забрањених порука. Апликација QQ, у власништву фирме Тенцент (Tencent), пружа могућност властима да детаљно надгледају размене међу корисницима Интернета тако што тражи одређене кључне речи и изразе. Аутор сваке поруке се може идентификовати по свом корисничком броју. Апликација QQ је заправо један огроман тројански коњ, а од марта 2012. године, нови закони захтевају од свих нових корисника сајтова за микроблогирање да се региструју преко свог властитог имена и броја телефона.
Скајп, једна од најпопуларнијих интернетских телефонских платформи на свету, помно се надгледа. Услуге које пружа Скајп су у Кини доступне преко локалног партнера, медијске групе ТОМ. Верзија Скајпа на кинеском језику, позната као ТОМ-Скајп, се делимично разликује од верзија које се могу скинути са Интернета у другим земљама. Извештај пројекта OpenNet Initiative Asia тврди да се свакодневни разговори снимају на серверима. Поступак пресретања и чувања разговора може покренути име пошиљаоца или примаоца, или кључне речи употребљене у разговору.
Нјујорк тајмс je 30. јануара 2013. године изјавио да је био мета кибер-напада од стране кинеске владе. Први продор се десио 13. септембра 2012. године када су се новине припремале да објаве чланак о богатству које је стекла породица одлазећег премијера Вена Ђабаоa. Овај дневни лист је изнео тврдњу да је циљ напада био идентификовање извора информација о корупцији у премијеровој пратњи. Дневне новине Волстрит журнал и Си-ен-ен су такође изјавили да су били мета кибер-напада из Кине. У фебруару је Твитер открио да је око 250.000 корисничких налога нападнуто на сличан начин као и Њујорк тајмс. Мандиант (Mandiant), фирма коју је Њујорк тајмс ангажовао да би заштитио своју мрежу, идентификовала је групу хакера као извор напада и назвала их Напредна стална претња 1 (Advanced Persistent Threat 1). Ова групу је заправо сачињавала јединица Народноослободилачке војске Кине која је деловала из 12-спратне зграде у предграђу Шангаја и имала стотине, а можда и хиљаде, чланова особља и директну подршку кинеске владе.
Најновији облик масовног надзора у Кини је систем социјалних кредита, где се грађанима и фирмама дају или одузимају бодови за добро понашање у зависности од њихових поступака.
Према истраживању кога је спровео Компаритек (Comparitech), организација која се бави испитивањем нове технологије са седиштем у Великој Британији, град у Кини под називом Чунгкинг је град са највећим степеном надзора у целом свету, са 2,5 милиона камера које надгледају готово 15,35 милиона људи. Према прикупљеним подацима, овај кинески град је претекао Шангај, Пекинг и Шенџен по степену надзора над масама у Кини.

### Источна Немачка
Пре Дигиталне револуције, једну од највећих операција надзора над масама на свету извео је Штази, тајна полиција бивше Источне Немачке. Процењује се да је Штази до тренутка пада ове државе 1989. године изградио цивилну мрежу која се састојала од 300.000 доушника (приближно један на сваких педесет становника), који су надзирали чак и најмање наговештаје политичког неслагања међу осталим грађанима. Многи Немци из Западне Немачке који су посећивали пријатеље и породицу у Источној Немачкој су такође били подложни Штазијевом шпијунирању, као и многи високорангирани западнонемачки политичари и јавне личности.
Већина грађана Источне Немачке је била сасвим свесна да их њихова влада шпијунира, што је довело до културе неповерења: о осетљивим политичким питањима се разговарало само унутар четири зида и са најближим пријатељима и члановима породице, док се у јавности носила маска потпуне послушности режиму.

### Европска унија
Право на приватност је високо развијена област права у Европи. Директива о заштити података регулише обраду личних података у оквиру Европске уније. Поређења ради, Сједињене Америчке Државе немају закон о заштити података који би се могао упоредити са овим; уместо тога, оне регулишу заштиту података на основу сектора.
Од почетка 2012. године, Европска унија ради на Општој уредби о заштити података која би требала да замени Директиву о заштити података и усклади законе о заштити података и приватности. Одбор у Европском парламенту подржао је ову меру 20. октобра 2013. године и она би, уколико буде донета, могла да захтева од америчких компанија да траже одобрење од европских званичника пре него што се повинују налозима Сједињених Америчких Држава који захтевају приступ приватним подацима. Ово гласање је део настојања у Европи да се европски грађани заштите од надзора на Интернету, након што је откривен широко распрострањен шпијунски програм Националне сигурносне агенције Сједињених Америчких Држава. Повереница Европске уније за правосуђе и права, Вивијан Рединг, је рекла: "Поставља се питање да ли су прикупљање и обрада личних података великих размера у оквиру америчких програма за надзор неопходни и пропорционални задовољавању интереса националне безбедности." Европска унија од Сједињених Америчких Држава такође тражи промене у америчком законодавству којим би се он ускладио са правним средствима која се нуде у Европи; амерички држављани у Европи могу да се обрате судовима ако сматрају да су им повређена права, док Европљани без права боравка у Америци то не могу. Када је Европски суд правде оборио аранжман Европске уније и Сједињених Америчких Држава за имплементацију Међународних принципа приватности сигурних лука, нови оквир за трансатлантске токове података, назван "Штит приватности ЕУ-САД", усвојен је у јулу 2016. године.
У априлу 2014. године, Европски суд правде прогласио је неважећом Директиву о задржавању података Европске уније. Суд је рекао да она крши два основна права - поштовање приватног живота и заштиту личних података. Законодавно тело Европске уније донело је Директиву о задржавању података 15. децембра 2005. године. Та директива захтева да телекомуникациони оператори сачувају метаподатке о телефону, Интернету и другим телекомуникационим услугама током периода не краћег од шест месеци, али не ни дужег од две године од датума комуникације, у зависности од тога како појединачно одлучи свака држава чланица Европске уније, и да, на захтев, учини ове податке доступним разним владиним органима. Приступ овим информацијама није ограничен само на истраживање тешких кривичних дела, нити је за њега потребан налог.
Неке мултидисциплинарне и мисијски оријентисане активности надзора над масама (на пример INDECT и HIDE) су предузете у оквиру Седмог оквирног програма за истраживање и технолошки развој (FP7 - Наука у друштву ), а финансирала их је Европска комисија у сарадњи са индустријским партнерима. Пројекат INDECT ("Интелигентни информациони систем који подржава посматрање, претраживање и детекцију ради сигурности грађана у урбаном окружењу") развија интелигентни систем посматрања урбаног окружења како би регистровао оперативне податаке за аутоматску детекцију, препознавање и интелигентну обраду свих прикупљених информација о абнормалном понашању или насиљу, као и омогућио њихову размену.
Главни резултати пројекта INDECT који се очекују су:
- Покушај интелигентне анализе видео и аудио података за откривање претњи у урбаним срединама,
- Стварање алата и технологије за заштиту приватности и података током складиштења и преноса информација помоћу квантне криптографије и нових метода дигиталног воденог жига,
- Детекција претњи и циљаних злочина помоћу рачунарске технологије преко ресурса на Интернету, са решењима за проблеме заштите приватности,
- Креирање претраживача за брзу семантичку претрагу засновану на воденим жиговима садржаја који се односе на дечију порнографију и трговину људским органима,
- Имплементација дистрибуираног рачунарског система који је способан за ефикасну интелигентну обраду.

Пројекат HIDE ("Национална безбедност, биометријска идентификација и етика личне детекције") је био истраживачки пројекат кога је финансирала Европска комисија у оквиру Седмог оквирног програма за истраживање и технолошки развој (FP7). Конзорцијум, кога је координирао Емилио Мордини, истраживао је импликације везане за етику и приватност када је у питању коришћење биометрије и технологије откривања лица, са фокусом на целини која обухвата откривање лица, аутентификацију, идентификацију и надзор над масама.

### Немачка
Немачки држављани су 2002. године схватили да их прислушкују када је софтверска грешка довела до тога да је телефонски број који је био додељен немачкој тајној служби наведен на рачунима мобилних телефона.

### Индија
Индијски парламент је 2008. године усвојио Закон о информационој технологији без икакве расправе, дајући влади званично одобрење да прислушкује све врсте комуникације без судског налога. Члан 69 закона каже да "Члан 69 овлашћује централну владу/владу државе/њену овлашћену агенцију да пресретне, надгледа или дешифрује све информације генерисане, пренете, примљене или ускладиштене у било ком рачунарском ресурсу ако је то потребно или корисно за интересе суверенитета или интегритета Индије, одбране Индије, безбедности државе, пријатељских односа са страним државама или јавниог реда, или у интересу спречавање подстицања на извршење било ког препознатљивог кривичног дела или истраге било ког кривичног дела".
Индија ради на успостављању националне обавештајне мреже под називом NATGRID, која ће бити у потпуности завршена до маја 2011. године, када ће подаци сваког појединца постати доступни у стварном времену и без икаквог надзора, укључујући изводе из земљишних књига, записнике на Интерету, базе података са именима путника који користе ваздушни и железнички саобраћај, телефонске записе, евиденцију о оружју, возачке дозволе, евиденцију имовине, осигурање, и евиденцију пореза на доходак. Преко јединственог идентификационог броја (UID), кога од фебруара 2011. године сваком Индијцу издаје Јединствени орган за идентификацију у Индији (Aadhaar), влада ће моћи да прати људе у стварном времену. Национални регистар становништва, у кога ће бити уписани сви грађани, ће се формирати пописом становништва 2011. године, током којег ће се узимати отисци прстију и скенирати дужица ока, и евидентирати ГПС записи сваког домаћинства.
Према почетном плану, приступ овој комбинацији података добиће 11 агенција, укључујући Одсек за истраживање и анализу, Обавештајни биро, Дирекцију извршне власти, Националну истражну агенцију, Централни биро за истраге, Управу за обавештајне податке о приходима и Биро за контролу наркотика.
Неколико држава у Индији је већ инсталирало системе за видео-надзор који могу да препознају лица користећи се биометријским подацима похрањеним путем Aadhaar-а. Државе Андра Прадеш и Телангана користе информације које су повезане са Aadhaar-ом преко различитих агенција како би створиле свеобухватни профил неке особе, а називају га Центар за интеграцију информација (Integration Information Hub). Остале државе сада такође планирају да прате овај модел.

### Иран
Иран је једна од пет земаља са листе "Државе које су непријатељи Интернета", коју су у марту 2013. године објавили Репортери без граница, тј. земаља чији су владе умешане у активан, репресиван надзор новинара. Влада Ирана контролише или се налази на челу готово свих институција у држави које регулишу и управљају законима о телекомуникацијама. Врховни савет за кибер-простор, кога је предводио председник Ахмадинеџад, успостављен је у марту 2012. године, а сада одлучује о дигиталнј политици. Изградња паралелног "иранског Интернета" са великом брзином конекције који ће у потпуности бити цензурисан и под надзором, је при крају.
Алати које иранске власти користе за надзор и контролу над Интернетом укључују алате за пресретање података, који су у стању да врше дубинску инспекцију пакета. У употреби су производи за пресретање водећих кинеских компанија као што су ZTE и Хуавеј. Производи које је Хуавеј доставио компанији Мобин Нет, водећем државном провајдеру мобилне широкопојасне мреже, могу се користити за анализу садржаја е-поште, праћење историје претраживања и блокирање приступа веб-локацијама. Производи које је ZTE продао Иранској телекомуникационој компанији (TCI) нуде сличне услуге, уз додатак могућности надгледања мобилне мреже. Европске компаније су извор других алата за шпијунирање и анализу података. У употреби су производи које су дизајнирале компаније Ериксон и Нокија Сименс Нетворк (касније позната под називом Тровикор). Ове компаније су 2009. године продале технологију за пресретање СМС порука и лоцирање корисника Иранској компанији за мобилну комуникацију и Irancell-у, двема највећим компанијама за мобилну телефонију у Ирану, која је затим кориштена како би се идентификовали ирански грађани који су учествовали у постизборном устанку 2009. године. Употреба израелских надзорних уређаја је такође откривена у Ирану. Израел је уређај за управљање и надзор саобраћаја на Интернету, NetEnforcer, доставио Данској, која га је затим препродала Ирану. Слично томе, америчка опрема нашла је пут до Ирана преко кинеске компаније ZTE.

### Малезија
У јулу 2018. године, малезијска полиција је најавила стварање Mалезијске јединице за истрагу криминалних активности против деце на Интернету (Micac), која ће бити опремљена софтвером за надзор великих размера на Интернету у стварном времену, а који је развијен у Сједињеним Америчким Државама и чији је задатак праћење свих корисника малезијског Интернета, са фокусом на порнографији и дечијој порнографији. Систем креира "библиотеку података" корисника, у којој се налазе детаљи као што су ИП адресе, веб-локације, локације, трајање и учесталост употребе, као и то шта су качили и скидали са Интернета.

### Мексико
Након вишедеценијске борбе са трговином дрогом и криминалним групама, Мексико је појачао свој војни надзор над масама. Отприлике половина становништва у Мексику не подржава демократију као облик владавине и верује да је ауторитарни систем бољи ако се преко њега могу решити социјална питања. Степен ових политичких уверења може олакшати ширење надзора над масама унутар ове земље. "То не значи нужно крај демократских институција у целини - попут слободних избора или трајног опстанка критички-настројених масовних медија - већ значи јачање механизама извршне власти који искључују дијалог, транспарентност и друштвени договор." Из безбедоносних разлога је већ неко време у плану развој обавештајних служби у Мексику.

### Холандија
Према извештају из 2004. године, холандска влада спроводи више тајног прислушкивања и пресретања разговора по глави становника него било која друга држава на свету. Холандска војна обавештајна служба (МИВД) управља сателитском земаљском станицом за пресретање страних сателитских веза, а такође и установом за прислушкивање страног високофреквентног радио саобраћаја. Један од примера надзора над масама кога спроводе корпорације у Холандији је иницијатива коју је започело пет холандских банака (АБН, АМРО, ИНГ, Рабобанк, Триодос банк и Де фолксбанк). Ових пет банака је у јулу 2020. године одлучило да оснује организацију Надгледање трансакција у Низоземској (Transaction Monitoring Netherlands - TMNL) како би се заједнички борили против прања новца и финансирања тероризма. Циљ ове организације је да прикупља све информације о трансакцијама које добија од холандских банака у централизовану базу података и да омогући свеобухватно колективно надгледање трансакција. Припреме су већ почеле, али истински надзор од стране ове организације ће моћи да почне тек након измене холандског Закона о спречавању прања новца и финансирања тероризма.

### Северна Кореја
Ова земља је прозвана "државом под надзором" зато што влада Северне Кореје у потпуности контролише све облике телекомуникација и Интернет. Робија у затворском кампу је рутинска казна за комуникацију са спољним светом. Влада ограничава које врсте уређаја Севернокорејци могу поседовати у свом дому, како радио или ТВ пријемници не би покупили сигнале из оближње Јужне Кореје, Кине или Русије. Не покушава се прикрити како ова влада активно шпијунира своје грађане. У Северној Кореји, све већи број грађана има паметне телефоне. Међутим, ови уређаји се строго контролишу и користе за цензуру и посматрање свега што Севернокорејци раде на својим телефонима. Ројтерс је 2015. године известио да Кориолинк, званична мрежа мобилне телефоније Северне Кореје, има око 3 милиона претплатника у држави са укупно 24 милиона становника. Очигледно је да грађани морају имати приступ телефонима и другим функцијама на Интернету како би се могли црпити дигитални подаци.

### Русија
Закони СОРМ (и СОРМ-2) омогућавају потпуни надзор без налога било какве комуникације за осам државних агенција, било да се ради о електронском или традиционалном виду комуникације. Чини се да су ови закони у супротности са чланом 23. Устава Русије који каже:

1. Свако има право на неповредивост приватног живота, личних и породичних тајни, заштиту части и доброг имена.
2. Свако има право на приватност преписке, телефонских разговора, поштанских, телеграфских и других порука. Ограничавања овог права дозвољена су само одлуком суда.

Европски суд за људска права је 2015. године пресудио да је законодавство прекршило члан 8. Европске конвенције о људским правима (Закхаров против Русије).

### Сингапур
Сингапур је познат као град сензора. Структура преко које се врши надзор у Сингапуру је широко распрострањена, укључујући видео-надзор (CCTV) на јавним местима чак и у стамбеним насељима и надзор над Интернетом и праћење саобраћаја, па све до употребе метаподатака прикупљених на овај начин у валдине сврхе. У Сингапуру је регистрација СИМ картице обавезна чак и за припејд кориснике. Сингапурска влада има право на приступ комуникационим подацима. Највећа сингапурска телекомпанија, Singtel, је блиско повезана са влашћу, а сингапурски закони су намерно широко формулисани како би влади пружили могућност да без потребе за одобрењем суда прикупља осетљиве податке од својих грађана, попут текстуалних порука, е-поште, евиденције позива и историје претраживања на Интернету.
Постављање камера за надзор над масама у Сингапуру представља покушај спречавања не само терористичких напада, већ и других незаконитих дела, као што су, на пример, активности зеленаша, непрописно паркирање и још много тога. Као део сингапурске иницијативе Смарт нејшн (Smart Nation), која подразумева изградњу мреже сензора за прикупљање и повезивање података који се односе на градски живот (укључујући и кретање грађана), влада Сингапура је 2014. године пустила у употребу 1000 сензора разних облика, од рачунарских чипова до надзорних камера, како би могла да прати готово све што се дешава у Сингапуру, од квалитета ваздуха до јавне безбедности.
Као део покушаја да се повећа безбедност грађана, полиција Сингапура је 2016. године поставила 62.000 полицијских камера у 10.000 насеља Одбора за становање и развој (HDB), које покривају лифтове и вишеспратна гараже. Како безбедност постаје све већи проблем, очекује се да ће број надзорних камера да се повећава на јавним местима, на пример, у сврхе појачаног надзора над јавним превозом и комерцијалним и државним зградама у Сингапуру.
Влада Сингапура 2018. године планира да уведе нове и напредније системе надзора. Почевши од поморских граница Сингапура, нови панорамски електро-оптички сензори који могу да се окрећу 360 степени и надгледају читатво окружење биће постављени на северној и јужној обали. У употребу ће такође бити пуштена и привезана беспилотна летелица, која ће се моћи користити током акција потраге и спасавања, као и у талачким кризама и инцидентима који ремете јавни ред и мир.

### Шпанија
Према извештају Прајваси интернешнал-а објављеном 2017. године, Шпанија би могла бити део групе у којој се налази 21 европска држава за коју се сматра да прикупља информације у властите сврхе, што је познато и као задржавање података. Како тврди Европска агенција за основна права, многи адвокати одбране су покушали да пониште пресуде на многобројне судске поступке у којима су њихови клијенти осуђени на основу доказа добијених преко масвно прикупљених података.

### Шведска
Пре 2009. године, Институт за радиотелекомуникације народе одбране (FRA) је био ограничен на праћење само бежичних обавештајних сигнала (SIGINT), иако је до тада углавном био нерегулисан. У децембру 2009. године је на снагу ступио нови закон који је овој агенцији омогућио надзор кабловских сигнала који прелазе преко шведских граница. Од добављача комуникационих услуга се према закону тражи да, поверљиво, преносе кабловске комуникације које прелазе преко шведских граница до одређених "тачака интеракције", где се затим подацима може приступити након издавања судског налога.
Ова агенција је постала спорна откако је измењен овај закон, углавном због перцепције у јавности да би ова промена могла да јој омогући надзор над масама. Институт категорички негира ову тврдњу, јер им није дозвољено да сами иницирају надзор, нити имају директан приступ комуникационим линијама. Све активности SIGINT-а морају бити одобрене од стране посебног суда и морају испуњавати низ уско дефинисаних услова, што тврди и министар одбране Стен Толгофорс у својој изјави да би "ово требало да расправу о надзору над масама учини неважећом." Због начина на који је постављена интернетска мрежа у нордијском подручју, велики део норвешког и финског саобраћаја ће такође бити подложно шведском прислушкивању.

### Сирија
Сирија је једна од пет земаља на листи "Државе које су непријатељи Интернета", коју су у марту 2013. године објавили Репортери без граница, тј. земаља чије су владе умешане у активан, репресиван надзор новинара, што доводи до тешких кршења права на слободу информисања и људских права уопште. Сирија је појачала цензуру над Интернетом и надзор над кибер-простором када се грађански рат у овој земљи разбуктао. У употреби је најмање 13 посредничких сервера компаније Blue Coat, позиви преко Скајпа се пресрећу, а користе се и технике социјалног инжењеринга, пецање (phishing) и штетни софтвер.

### Уједињени Aрапски Емирати
Октобра 2016. године, веб-новине Интерцепт су објавиле извештај у коме се детаљно описује искуство италијанског истраживача из области безбедносне политике, Симона Маргарителија, кога су наводно ангажовали за рад на операцији надзора над масама под вођством Уједињених Арапских Емирата. Маргарители тврди да су га позвали на интервју у фирму која се бави рачунарском безбеднoшћу са седиштем у Абу Дабију, под називом DarkMatter. Маргарители каже да је одбио њихову понуду и да је уместо тога написао објаву на блогу под називом "Како је обавештајна служба Уједињених Арапских Емирата покушала да ме унајми да шпијунирам њихов народ". Као одговор на упите које им је послао Интерцепт, комапнија DarkMatter је изјавила: "Нико из компаније DarkMatter или њених подружница ни у ком тренутку није интервјуисао господина Маргарителија." Кевин Хили, директор комуникација за DarkMatter, у е-поруци је написао одговор Интерцепту и рекао да је човек за кога Маргарители тврди да је са њим обавио интервју у ранијем периоду био само саветник компаније DarkMatter, али да се више на том положају не налази. DarkMatter је одговорио речима: "Иако поштујемо право аутора да изрази своје лично мишљење, не сматрамо да је овај садржај веродостојан, па стога не можемо детаљније коментарисати."
У јануару 2019. године, Ројтерс је објавио детаљан извештај о операцији надзора над масама на нивоу државе из 2014. године - названој Пројекат гавран - коју су водили Уједињени Арапски Емирати уз помоћ бивших званичника из НСА, попут Лори Строуд, бивше кибер-шпијунке ове обавештајне службе. Стратегија за борбу против тероризма била је примарни мотив успостављања ове јединице. Међутим, пројекат је убрзо почео да се користи као програм надзора усмерен ка шпијунирању супарничких вођа, критички-настројених дисидената и новинара.
Према извештају Њујорк тајмса, у децембру 2019. године, Гугл плеј продавница (Google Play Store) и Епл еп продавница (Apple App Store), уклониле су апликацију за слање порука Уједињених Арапких Емирата која се зове Тоток, након оптужби да је ово апликација која служи за надзор над масама на нивоу државе. Правила о приватности ове апликације јасно наводе да она може делити личне податке корисника са "регулаторним агенцијама, агенцијама за спровођење закона, као и у складу са другим законитим захтевима за приступ подацима". Саоснивачи Тотока, Ђакомо Зиани и Лонг Руан, су порекли ове наводе. Апликација је касније враћена у Гугл плеј продавницу.
У јулу 2020. године, Уједињени Арапски Емирати поново су се суочили са питањима о надзору над масама усред избијања пандеимије изазване вирусом корона. Стручњаци су истакли да ова држава има једну од најјачих концентрација надзорних камера по глави становника на свету. У изјави, влада Емирата је признала да се камере користе за сузбијање опасности од тероризма и да су оне дорпинеле томе да се ова земља сврста у ред најсигурнијих држава на свету.

### Велика Британија
Надзор над масама на нивоу државе у Уједињеном Краљевству је дио јавне свести још од 19. века. Криза поштанске шпијунаже из 1844. године изазвала је прву панику због нарушавања приватности грађана. Међутим, технологија коју смо имали у 20. веку и која пружа могућност електронског надзора се развиле из ратне технологије као што су обавештајни сигналаи и пионирско разбијање кода . Владин штаб за комуникације (GCHQ) је формиран 1946. године. Уједињено Краљевство и Сједињене Америчке Државе потписале су билатерални споразум UKUSA 1948. године. Овај споразум је касније проширен на Канаду, Аустралију и Нови Зеланд, као и на сарадњу са неколико „независних“ нација. Он је постао камен темељац за прикупљања обавештајних података на Западу и "посебних односа" између Велике Британије и Сједињених Америчких Држава.
Након експанизије Интернета и развоја Светске комуникационе мреже, низ медијских извештаја у 2013. години је открио новије програме и технике у које је умешан Владин штаб за комуникације, као што је Темпора.
Коришћење ових капацитета регулушу закони донети у британском парламенту. Конкретно, приступ садржају приватних порука (односно пресретање комуникације) мора бити одобрено издавањем налога кога потписује државни секретар. Поред тога, закон о приватности података Европске уније примењује се у закону Уједињеног Краљевства. Ова држава се заузима за управљање технологијом за надзор и поштовање заштитних мера, али и за употребу електронског надзора.
Трибунал истражних овлаштења, судско надзорно тело за обавештајне агенције, пресудио је у децембру 2014. године да законодавни оквир у Уједињеном Краљевству не крши Европску конвенцију о људским правима. Међутим, Трибунал је у фебруару 2015. године изјавио да је један одређени вид овог оквира, тј. аранжман за размену података који је британским обавештајним службама омогућио да захтевају податке из америчких надзорних програма Призма и Апстрим (Upstream), био у супротности са законом о људским правима, све док два пасуса са додатним информација који пружају детаље о поступцима и заштитним мерама нису јавно објављена у децембру 2014. године.
У својој пресуди из децембра 2014. године, Трибунал истражних овлаштења је утврдио да законодавни оквир у Уједињеном Краљевству не дозвољава масовни надзор и да, иако Владин штаб за комуникације прикупља и анализира податке на велико, он не врши масовни надзор. Извештај о приватности и безбедности кога је објавио Парламентарни одбор за обавештајну и безбедносну политику такође је дошао до овог закључка, мада је утврдио да је било недостатака у прошлости и рекао да би законски оквир требало поједноставити како би се побољшала транспарентност. Овај став поткрепљују независни извештаји Повереника за пресретање комуникација. Међутим, проминентне групе за грађанске слободе и даље су јасно супротстављене овоме и планирају да поднесу жалбу на пресуду Европском суду за људска права, док са друге стране, постоје критике и на њихове ставове.
Закон о прописима о истражним овлашћењима из 2000. године (RIP или RIPA) значајан је закон који је доделио овлашћења јавним телима за вршење надзора и истрага, и који регулише исте. Влада Уједињеног Краљевства је 2002. године најавила планове за проширење Закона о истражним овлашћењима, тако да ће најмање 28 владиних одељења добити овлашћења за приступ метаподацима својих држављана везаним за Интернет, е-пошту, телефонске записе и факс, без потребе за судским налогом и обавезе да се о томе обавести сам субјекат истраге.
Закон о заштити слобода из 2012. године обухвата неколико одредби које се односе на контролу и ограничавање прикупљања, чувања, задржавања и употребе информација у владиним базама података.
Уз подршку све три главне политичке странке, парламент Уједињеног Краљевства је у јулу 2014. године донео Закон о задржавању података и истражним овлашћењима како би се полицији и безбедоносним службама дозволило да задрже постојећа овлашћења везана за приступ телефонским и интернетским записима.
Овај закон је замењен Законом о истражним овлашћењима из 2016. године, свеобухватним статутом који је обелоданио бројна овлашћења која су раније била тајна (ометање опреме, чување метаподатака у великим количинама, употребу обимних скупова личних података од стране обавештајних агенција) и омогућио Влади да захтева од добављача интернетских услуга и компанија мобилне телефоније да 12 месеци воде евиденцију корисничког повезивања на Интернет (али не и садржај истог). Поред тога, уведене су нове заштитне мере, укључујући и обавезу да судије потврде налоге које је одобрио државни секретар пре него што они ступе на снагу. Закон је образложен преко два извештаја Дејвида Андерсона, британског независног оцењивача законодавства о тероризму, Питање поверења (2015) и Осврта на свеобухватна овлашћења (2016), у којима се налази детаљна оцена (са 60 анализа конкретних случајева) оперативне оправданости ових овлашћења која се лако могу окарактерисати као надзор над масама. Постоји могућност да ће бити потребне и даље измене закона као последица правних поступака покренутих пред Судом правде Европске уније и Европским судом за људска права.
Многе напредне државе примениле су законе који делимично штите грађане од неоправданог задирања у њихову приватност, попут Закона о људским правима из 1998. и Закона о заштити података из 1998. у Уједињеном Краљевству, као и закона који захтевају званични налог пре него што влада може да прикупља приватне податке.
Огромном већином камера за видео надзор у Уједињеном Краљевству не управљају државна тела, већ приватна лица или компаније, посебно када је у питању надзор ентеријера продавница и предузећа. Према захтевима Закона о слободи информација из 2011. године, укупан број надзорних камера којима управљају локалне власти износио је око 52.000 у целом Уједињеном Краљевству. Присуство видео надзора у овој држави често је прецењено због непоузданих процена које се непрестано изнова цитирају; на пример, један извештај из 2002. године извукао је закључак о свеукупном броју камера у држави из веома малог узорка и проценио да их има 4,2 милиона (од чега би их 500.000 било само у Лондону). Поузданије процене говоре да је број камера којима управљају приватне и локалне власти у Уједињеном Краљевству у 2011. години износио око 1,85 милиона.

### Сједињене Америчке Државе
Историјски гледано, надзор над масама се користио као део ратне цензуре како би се комуникација која би могла да наштети ратним напорима и помогне непријатељу држала под контролом. На пример, током светских ратова, америчка војска је прегледала сваки међународни телеграм који је улазио или излазио из Сједињених Америчких Држава преко компанија као што је Вестерн јунион. Након ратова, надзор се наставио преко програма као што су Црна комора после Првог светског рата и преко пројекта Шамрок након Другог светског рата. Пројекти COINTELPRO, које је амерички Федерални истражни биро (ФБИ) спроводио између 1956. и 1971. године, били су усмерени на разне "субверзивне" организације, као и на мирне антиратне активисте и борце за расну равноправност попут Алберта Ајнштајна и Мартина Лутера Кинга.
Агенције попут Националне сигурносне агенције (НСА) и Федералног истражног бироа (ФБИ) троше милијарде долара годишње на развој, куповину, примену и операцију система као што су Карнивор, Ешелон и Нарусинсајт у сврхе пресретања и анализирања неизмерне количине података који свакодневно циркулишу преко Интернета и система телефоније.
Након терористичких напада 11. септембра изграђен је огроман домаћи (и донекле глобални) обавештајни апарат за прикупљање информација преко агенција НСА, ФБИ, локалне полиције, државних уреда за националну безбедности и војних криминалистичких истражних органа. Овај обавештајни апарат прикупља, анализира и чува информације милиона (ако не и свих) америчких (а понекад и страних) држављана, од којих многи нису оптужени ни за каква недела.
У оквиру програма за контролу и праћење поште, Поштанска служба САД фотографише спољашњост сваког комада папирне поште који се обрађује у Сједињеним Америчким Државама - што је у 2012. години износило око 160 милијарди примерака. Генерални директор Поштанске службе САД изјавио је да се систем првенствено користи за сортирање поште, али да су слике доступне агенцијама за спровођење закона за могућу употребу. Овај систем је креиран 2001. године након напада антраксом у коме је убијено пет особа, и представља свеобухватну експанзију стогодишњег програма под називом "mail cover", који се односи на евидентирање података на омоту поште, а чија су мета појединци осумњичени за злочине.
ФБИ је развио рачунарске програме "Магични фењер" и CIPAV, који могу да се даљински инсталирају на рачунарски систем како би се надзирала рачунарска активност неке особе.
НСА прикупља информације о финансијским извештајима и навикама корисника приликом сурфовања Интернетом, и надзире електронску пошту. Такође је вршила опсежну анализу одређених друштвених мрежа као што је, на пример, Мајспејс.
Операциони систем ПРИЗМА пружио је правни имунитет приватним компанијама које добровољно сарађују са америчком обавјештајном службом. Према подацима објављеним на веб-страници Реџистер, Амандмани Закона о надзору страних обавештајних служби (FISA) из 2008. године "посебно овлашћују обавештајне агенције да надзиру телекомуникацију, е-пошту и друге видове комуникације америчких грађана у трајању до недељу дана без потребе за налогом" када се један од учесника у комуникацији налази ван Сједињених Америчких Држава. Јавност је за ПРИЗМУ први пут сазнала 6. јуна 2013. године након што је Едвард Сноуден тајна документу о овом програму проследио Вашингтон посту и Гардијану.
Закон о комуникационој асистенцији за спровођење закона (CALEA) захтева да сви амерички провајдери телекомуникација и Интернет услуга модификују своје мреже како би омогућили лако прислушкивање телефонског саобраћаја, Интернет телефоније и широкопојасног саобраћаја на Интернету.
Почетком 2006. године, дневни лист USA Today известио је да је неколико великих компанија које пружају телефонске услуге достављало евиденцију телефонских позива грађана Сједињених Америчких Држава Националној сигурносној агенцији (НСА), која их чува у великој бази података познатој као база података позива НСА. Овај извештај је уследио након оптужби да је америчка влада спроводила електронски надзор домаћих телефонских позива без налога. У јавности је 2013. године обелодањено постојање пројекта Хемисфера, преко кога АТ&Т доставља податке о телефонским позивима савезним агенцијама.
Правосудне установе могу користити саобраћајне камере, које омогућавају спровођења саобраћајних закона на раскрсницама, у сврхе које нису повезане са саобраћајним прекршајима. Неке камере омогућавају идентификацију особа које се налазе у возилу и евиденцију регистарских таблица са временским печатом, што се касније може упоређивати са осталим подацима које користи полиција. Као део својих напора у борби против тероризма, Министарство унутрашње безбедности САД финансира постављање мреже надзорних камера у многим већим и мањим градовима.
Полицијска управа Њујорка инфилтрирала је протестне групе и саставила досијее о њима пре Републиканске националне конвенције 2004. године, што је довело до преко 1.800 хапшења.
Пре него што је Сноуден обелоданио детаљне информације о Агенцији за националну безбедност у јуну 2013. године, углавном се сматрало да савремени надзор у Сједињеним Америчким Државама спада у ратне делатности. Стални развој и унапређивање Интернета и савремене технологије су олакшали да се прими надзор над масама широких размера. Таква открића су пружила могућност критичарима да постављају питања и надгледају имплементацију, употребу и злоупотребу технологије умрежавања, уређаја и софтверских система који чине део "пакета за глобални надзор" (Богард 2006; Koлијер и Онг 2004; Хагерти и Ериксон 2000; Мураками Вуд 2013). НСА је прикупила милионе телефонских записа корисника Веризона између 2013. и 2014. године. НСА је такође скупљала податке преко Гугла и Фејсбука помоћу програма названог "Призма". Захваљујући Сноудену, новинари су од тада објавили скоро 7.000 строго поверљивих докумената, али врло је вероватно да оно што је откривено представљају мање од 1% укупних информација које постоје. Могућност приступа евиденцији приватних података сваког појединца се чини као да је у директној супротности са четвртим амандманом устава Сједињених Америчких Држава.

### Вијетнам
Вијетнам је једна од пет земаља на листи "Државе које су непријатељи Интернета", коју су у марту 2013. године објавили Репортери без граница, тј. земаља чије су владе умешане у активан, репресиван надзор новинара, што доводи до тешких кршења права на слободу информисања и људских права уопште. Вијетнамска комунистичка партија великим делом директно или индиректно контролише 16 добављача услуга у овој држави. Групација Вијетнамске поште и телекомуникација, која је водећа у овој индустрији и контролише 74% тржишта, је у државном власништву. Исто важи и за Viettel, предузеће у власништву Вијетнамских оружаних снага. FPT Telecom је приватна фирма, али она полаже рачуне Вијетнамској комунистичкој партији и пропусни опсег кога нуди зависи од тржишних лидера.
Добављачи услуга су главни инструменти контроле и надзора. Блогери које надгледа влада су често изложени хакерским нападима осмишљеним да пресретну податке намењене слању на заштићене (https) локације и који омогућавају пресретање лозинки и других врста комуникације. Према извештају кога је јула 2012. године објавио Фридом хаус, 91% испитаника се изјаснило да се повезује на Интернет преко својих мобилних уређаја и да влада надзире разговоре и прати позиве "активиста" или "реакционара".

## Комерцијални надзор над масама
Као резултат дигиталне револуције, многи делови живота се сада могу снимити и чувати у дигиталном формату. То је довело до страха да владе могу да користе ове информације за спровођење масовног надзора над својим становништвом. Комерцијални надзор над масама често користи законе о ауторским правима и  "корисничке споразуме" како би добили (обично неинформисану) "сагласност" за надзор од потрошача који користе њихов софтвер или друге сродне материјале. То омогућава прикупљање информација на начин који би, строго говорећи, био противзаконит када би га спроводиле владине агенције. Ови подаци се затим често уступају владиним агенцијама, чиме се у пракси поништавају механизми заштите приватности.
Један од најчешћих облика надзора над масама спроводе комерцијалне организације. Многи људи су спремни да се придруже програмима награђивања лојалности путем картица у супермаркетима и продавницама, тргујући својим личним подацима и дозвољавајући надзор над својом куповином у замену за попуст на намирнице, иако постоји могућност да се основне цене увећавају како би се подстакло учешће у програму.
Преко програма попут Гугловог АdSense-a, OpenSocial-a и све већег броја такозваних "веб-апликација", "друштвених апликација" и других услуга које хостује Гугл, многе веб-локације на Интернету овој компанији ефикасно достављају корисничке информације о сајтовима које су корисници посетили, као и њихове контакте на друштвеним мрежама. Фејсбук такође чува ове информације, иако је њихово прикупљање ограничено само на странице којима корисници приступају преко Фејсбука. Ови подаци су драгоцени за владине институције, оглашаваче и друге странке заинтересоване за профилисање корисника, трендова и маркетиншких перформанси веб-страница. Како се њихов приступ подацима повећава, Гугл, Фејсбук и остали постају све опрезнији по том питању, јер ови подаци постају свеобухватнји, а самим тиме и вреднији.
Нове функције попут геолокације великим провајдерима, као што је Гугл, пружају још већи приступ надзорним капацитетима, при чему им дају могућност да прате чак и физичка кретања корисника док користе мобилне уређаје, што посебно важи за оне који се синхронизују чак и без икакве интеракције са корисником. Гуглов Gmail сервис све више користи функције које му омогућавају да делује као самостална апликација која се може активирати чак и када синхронизација веб-претраживача није омогућена. Ова способност се помињала на конференцији за програмере Google I/O 2009. године, у току представљања предстојећих HTML5 функција које су Гугл и остали активно дефинисали и промовисали.
2008. године, на Светском економском форуму у Давосу, извршни директор Гугла, Ерик Шмит је рекао: "Долазак истински мобилне мреже, која нуди нову генерацију оглашавања заснованог на локацији, треба да покрене 'огромну револуцију'". На Светском конгресу мобилне телефоније у Барселони 16. фебруара 2010. године, Гугл је представио своју визију новог пословног модела за мобилне оператере и покушао да их убеди да прихвате услуге и оглашавање засноване на локацији. Пошто би, у овом случају, Гугл био провајдер огласног простора, то би значило да би сваки мобилни оператер који користи ове услуге заправо Гуглу откривао локацију својих мобилних корисника.
Организације попут Фондације за електронске границе стално информишу кориснике о томе колико је важна приватности, као и о проблемима везаним за технологију попут геолокације.
Компјутерска компанија Мајкрософт је 2011. године патентирала систем дистрибуције производа са камером или уређајем за снимање који надгледа гледаоце који конзумирају производ, пружајући тиме провајдеру могућност да предузме "поправне мере" ако стварни гледаоци не одговарају лиценци за дистрибуцију.
Репортери без граница су у марту 2013. године објавили Посебан извештај о надзору над Интернетом, у коме се нашао списак „Корпоративних непријатеља Интернета“, тј. компанија које продају производе које владе могу да користе за кршење људских права и слободе информација. Следећих пет компанија се нашло на почетној листи: Аmesys (Француска), Blue Coat Systems (САД), Gamma Group (Велика Британија и Немачка), Hacking Team (Италија) и Тровикор (Немачка), али ова листа није била свеобухватна и велика је вероватноћа да ће се она у будућности још више проширивати.

## Државни надзор
Држава под надзором је таква држава у којој влада примењује надзор широког спектра над великим бројем својих грађана и посетилаца. Тако широко распрострањен надзор се обично оправдава тврдњом да је неопходан за националну безбедност, на пример, ради спречавања злочина или терористичких напада, али он се такође може користити како би се угушиле критике и опозиција власти.
У ране примере држава под надзором спадају бивши Совјетски Савез и бивша Источна Немачка, који су имали велику мрежу доушника и напредну технолошку основу на пољу рачунарства и технологије шпијунских камера. Међутим, ове државе нису имале данашњу технологију за надзор над масама, у коју спада употреба база података и софтвера за препознавање образаца којим се пореде информације добијене прислушкивањем, укључујући препознавање говора и анализу телекомуникационог промета, праћење финансијских трансакција, аутоматско препознавање регистарских таблица, праћење локација мобилних телефона, као и системе за препознавање лица и сличне технологије преко којих се препознају људи по изгледу, начину ходања, ДНК анализи, итд.

### Паметни градови
Прикиком развоја паметних градова, бележи се повећано усвајање надзорних технологија од стране влада, иако је примарна сврха надзора у таквим градовима употреба информационих и комуникационих технологија ради побољшања урбаног окружења. Примена такве технологије у бројним градовима довела је до повећане ефикасности урбане инфраструктуре, као и повећане активности људи у самој заједници. У оквиру паметног града, сензори и системи надгледају инфраструктуру, операције и активности, а сврха им је да допринесу ефикаснијем деловању. На пример, град би могао да користи мање електричне енергије; саобраћај би могао да буде усклађенији и да тече са мање кашњења; грађани би се осећали сигурније; опасне ситуације би се могле брже разрешити; кршења правила од стране грађана би се могла спречити; а градска инфраструктура, као на пример, дистрибуција електричне енергије и опремање улица семафорима, би се могла динамички прилагодити различитим околностима.
Развој технологије паметних градова такође је довео до повећања потенцијалног неоправданог нарушавања приватности и ограничавања аутономије. Распрострањена инкорпорација информационих и комуникационих технологија у свакодневни живот градског становништва доводи до повећања капацитета државног надзора - до те мере, да појединци можда нису ни свесни којим се све информацијама приступа, када до тога долази и у коју сврху. Такви услови могу да доведу до развоја електронске полицијске државе. Градови као што су Шангај, Амстердам, Сан Хозе, Дубаи, Барселона, Мадрид, Стокхолм и Њујорк користе различите технике које се могу сврстати у технологију паметног града.

### Електронска полицијска држава
Електронска полицијска држава је држава у којој влада агресивно користи електронске технологије за евидентирање, прикупљање, складиштење, организовање, анализу, претрагу и дистрибуцију информација о својим грађанима. Владе електронских полицијских држава такође врше државни надзор великог обима над фиксним и мобилним телефонским саобраћајем, поштом, електронском поштом, сурфовањем Интернетом, претраживањем Интернета, радиом и другим облицима електронске комуникације, али и увелико употребљавају видео-надзор. Информације се обично прикупљају у тајности.
Политика није кључни фактор који доводи до стварања електронске полицијске државе; да би се она формирала, довољно је само да влада може приуштити ову технологију и да јој становништво дозволи да је користи. Непрекидна употреба електронског надзора над масама може изазвати константан страх ниске разине у популацији, што може довести до аутоцензуре и великог притиска на становништво да се на одређен начин понашају.
У документу Електронска полицијска држава: Ранг листа држава из 2008. године (The Electronic Police State: 2008 National Rankings), предложено је 17 фактора који оцењују степен развоја електронске полицијске државе:
- Документи у свакодневној употреби: Обавеза да се користе и прате лични докумени и регистрације издани од стране државе.
- Гранична контрола и контрола путовања: Инспекције на границама, претраживање рачунара и мобилних телефона, захтеви за дешифровањем података, и праћење кретања унутар саме државе, али и на међународном нивоу.
- Финансијско праћење: Способност државе да евидентира и претражује финансијске трансакције: чекове, кредитне картице, слање новца, итд.
- Забране ширења информација: Ограничавање слободе откривање постојања програма државног надзора, као и законом предвиђене казне за исто.
- Анти-крипто закони: Забрана или ограничавање криптографије и/или технологије за заштиту приватности.
- Недостатак уставно предвиђене заштите: Недостатак уставно предвиђене заштите приватности или рутинско заобилажење предвиђених заштита.
- Складиштење података: Способност државе да чува прикупљене податке.
- Претраживање података: Могућност организовања и претраживања прикупљених података.
- Захтеви за чување података: Закони који захтевају од Интернет провајдера и других добављача услуга да неки минимални временски период чувају детаљне записе о томе како њихови корисници користе Интернет.
  - Захтеви за чување података телефонског саобраћаја: Закони који захтевају од телефонских компанија да бележе и чувају евиденцију о томе како корисиници користе њихове услуге, као и њихову локацију.
  - Захтеви за задржавање података мобилне телефоније: Закони који захтевају од компанија које се баве мобилном телефонијом да бележе и чувају евиденцију о томе како корисници користе њихове услуге, као и њихову локацију.
- Здравствени картони: Владин приступ евиденцији пружалаца медицинских услуга.
- Извршна власт: Способност државе да употреби силу да лиши слободе било које лице, кад год то пожели.
- Непостојање начела у складу са habeas corpus-ом: Непостојање права ухапшеног лица да правовремено буде изведено пред судију или пред суд, или постојање механизма којим се оваква права заобилазе.
- Непостојање границе између полицијске и обавештајне службе: Непостојање границе између полицијских и обавештајних организација, или постојање механизма да се ове границе заобиђу.
- Тајно хаковање: Државни оперативци који прикупљају, уклањају или додају дигиталне доказе на/са личних рачунара без дозволе или знања власника рачунара.
- Недефинисани судски налози или непостојање истих: Хапшења или претреси извршени без налога, или без пажљиво прегледаних и размотрених полицијских изјава, као и без образложења од стране истински независног судије, или неке треће стране.

На овом се списку налазе и фактори који се односе на друге облике полицијских држава, као што су употреба личних докумената и полицијска сила, али и који знатно превазилазе ове оквире, при чему је нагаласак на употреби технологије за прикупљање података и њиховој обради.

## У популарној култури
Сама идеја да нас наше владе надзиру привлачи велику публику знатижељних грађана. Надзор над масама је видно заступљен у широком спектру књига, филмова и других медија. Напредак технологије током 20. века довео је до могућности друштвене контроле путем Интернета и стања условљеног касним капитализмом. Многи режисери и писци су опчињени потенцијалним причама које би могле произаћи из надзора над масама. Могло би се рећи да се најзнаменитији пример надзора над масама у фикцији јавља у роману Џорџа Орвелла Хиљаду деветсто осамдесет четврта из 1949. године, који приказује дистопијско стање државног надзора.
У наставку је наведено још неколико дела чији је фокус надзор над масама:
- Ми, роман руског аутора Јевгенија Замјатина из 1920. године, који је старији од романа Хиљаду деветсто осамдесет и четврта и кога је читао његов писац Џорџ Орвел.
- Мали брат је роман кога је написао Кори Докторов, а радња је смештена у Сан Франциско, у време након великог терористичког напада. Министарство унутрашње безбедности Сједињених Америчких Држава користи технологије као што су идентификација путем радио-фреквенција (RFID) и надзорне камере са циљем остваривања тоталитарног система контроле.
- Живот других је немачки драмски филм из 2006. године, који на дирљив начин преноси какав утицај непопустљив надзор има на емоционално здравље појединаца који су му подвргнути и какав му је исход.
- Игре глади су трилогија коју је написала Сузан Колинс, у којој "Капитол" у сваком погледу спроводи тоталитарни надзор и контролу над осталим "окрузима".
- Дигитална тврђава је роман Дена Брауна чија се радња врти око машине за разбијање кодова у поседу Државне безбедносне агенције (НСА), под називом "TRANSLTR". Ова машина може да чита и дешифрује имејлове и НСА преко ње спречава терористичке нападе и масовна убиства.
- Видео игра Watch Dogs: Legion, коју је издао Убисофт, је смештена је у дистопијску будућност у Уједињеном Краљевству, где је након низа терористичких напада власт преузео репресиван режим који своје грађане надгледа уз помоћ софтвера за масовни надзор.